# Moelleria
Moelleria là một chi ốc biển, là động vật thân mềm chân bụng sống ở biển trong họ Turbinidae, họ ốc xà cừ.

## Các loài
Các loài trong chi Moelleria gồm có:
- Moelleria costulata (Møller, 1842)[2]